# Gąska ognista

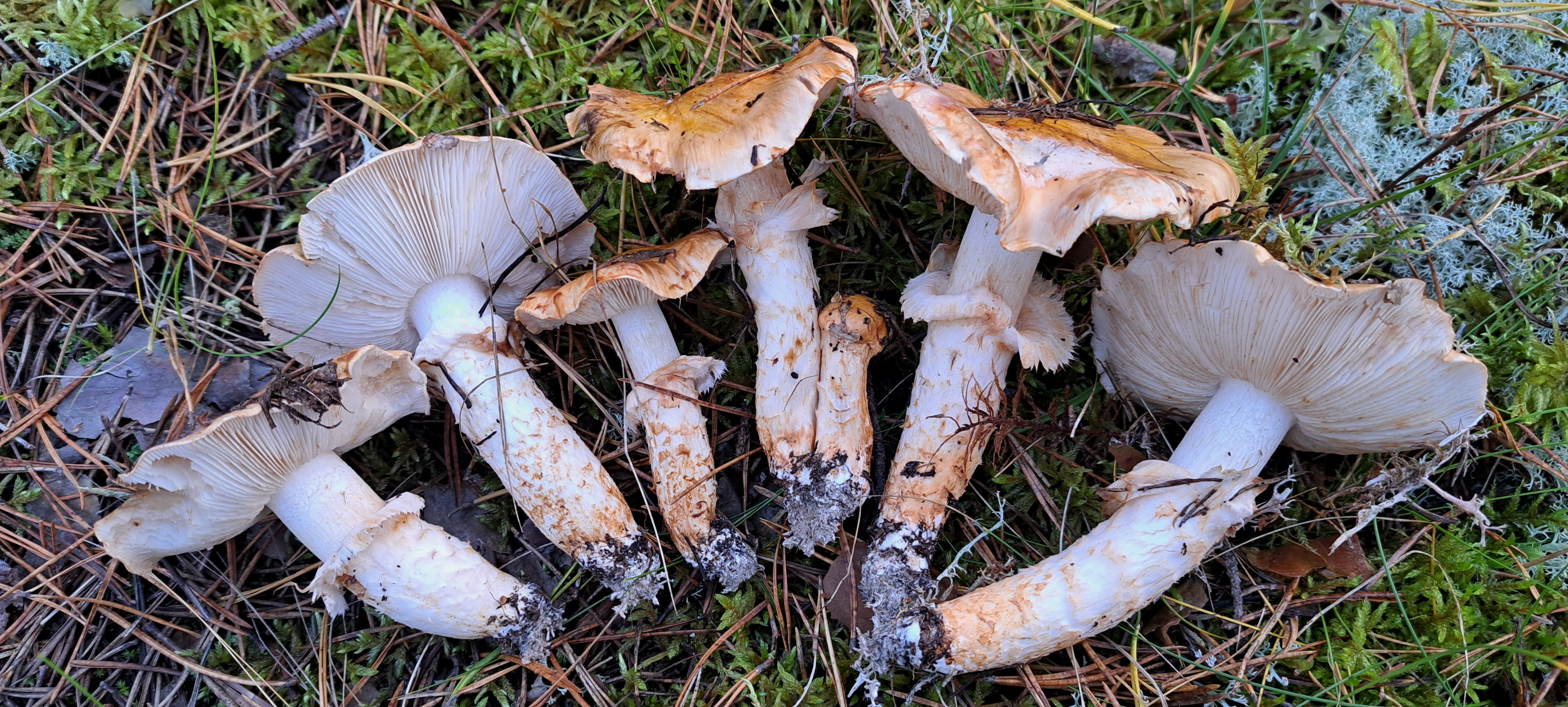

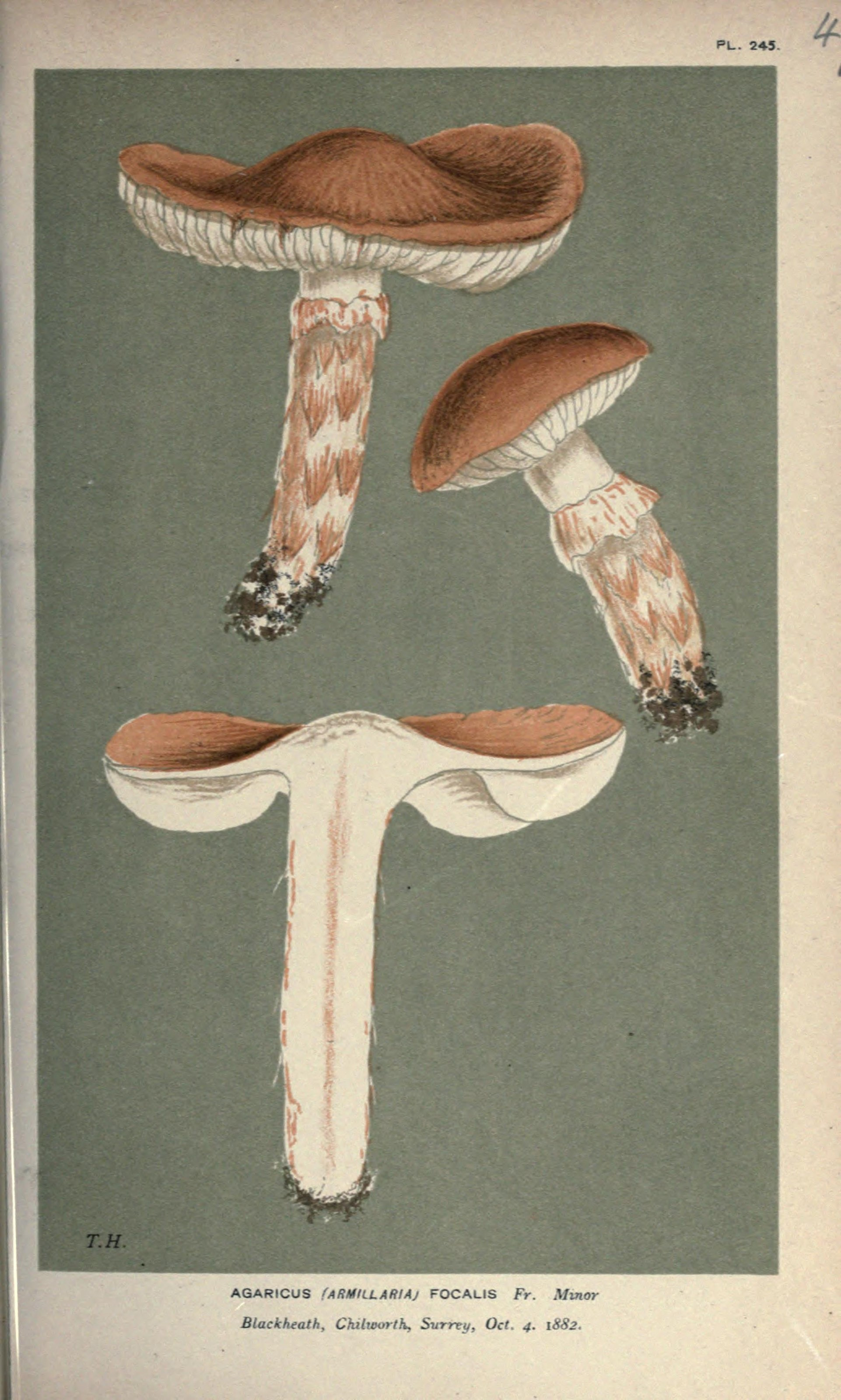

Gąska ognista (Tricholoma focale (Fr.) Ricken) – gatunek grzybów należący do rzędu pieczarkowców (Agaricales).

## Systematyka i nazewnictwo
Pozycja w klasyfikacji według Index Fungorum: Tricholoma, Tricholomataceae, Agaricales, Agaricomycetidae, Agaricomycetes, Agaricomycotina, Basidiomycota, Fungi.
Po raz pierwszy opisał go w 1838 r. Elias Fries, nadając mu nazwę Agaricus focalis. Obecną nazwę nadał mu Adalbert Ricken w 1914 r. Niektóre inne synonimy:
- Cortinarius focalis (Fr.) M.M. Moser 1975
- Tricholoma focale var. caussetta (Barla) Bon 1976[2].

Feliks Berdau w 1876 r. nadał polską nazwę opieńki grube, Władysław Wojewoda w 2003 r. zmienił ją na gąskę ognistą

## Morfologia
Kapelusz
O średnicy 5–10 cm, początkowo półkulisty, potem szerokostożkowy, na koniec prawie płaski z szerokim garbem na środku. Brzeg początkowo podwinięty ze zwisającymi resztkami osłony, później pofałdowany. Powierzchnia pokryta promieniście ułożonymi włókienkami, o zywej barwie, pomarańczowobrązowa, cynamonowoczerwona, lisioczerwona, przy brzegu bledsza, czasami z ze słabym, oliwkowym odcieniem.
Blaszki
Przyrośnięte z ząbkiem, początkowo białe, potem kremowe, nie zmieniające barwy po uszkodzeniu.
Trzon
Wysokość 6–9 cm, szerokość 1–3 cm, walcowaty, przy podstawie nieco cieńszy, masywny, z wyraźnym, falistym pierścieniem. Powierzchnia biała, poniżej pierścieniagęsto pokryta lisiobrązowymi włókienkami i łuskami.
Miąższ
Gruby o niewyraźnym smaku i mączystym zapachu.
Cechy mikroskopowe
Podstawki 4-sterygmowe. Bazydiospory 5,5–6,2–7,2 × 3,0–3,5–4,2 µm, Q = 1,25–1,38, szeroko elipsoidalne, nieamyloidalne. Trama blaszek regularna. Pleurocystyd i cheilocystyd brak. Skórka typu cutis, złożona z nieregularnie ułożonych nitkowatych strzępek 50–180 × 4–8 μm.
Gatunki podobne
Gąska ognista jest dość łatwa do zidentyfikowania na podstawie jej pomarańczowo-brązowego koloru, pofalowanego pierścienia i silnego mącznego zapachu. W miarę dojrzewania na kapeluszu mogą zacząć pojawiać się oliwkowe odcienie. Według niektórych mykologów Tricholoma zelleri jest jej synonimem.

## Występowanie
Znane jest występowanie gąski ognistej w Europie, Ameryce Północnej i Azji. Najwięcej stanowisk podano w Europie. W Polsce jest rzadka. W. Wojewoda w 2003 r. przytoczył kilka stanowisk, w późniejszych latach podano wiele następnych, a najbardziej aktualne podaje internetowy atlas grzybów. Znajduje się na Czerwonej liście roślin i grzybów Polski. Ma status E – gatunek wymierający, którego przeżycie jest mało prawdopodobne, jeśli nadal będą działać czynniki zagrożenia.
Naziemny grzyb mykoryzowy występujący w lasach iglastych i mieszanych pod sosnami i świerkami. Owocniki pojawiają się późno, głównie od października do listopada.
Jest grzybem trującym.